# Білбор
Білбор (рум. Bilbor) — село у повіті Харгіта в Румунії. Адміністративний центр комуни Білбор.
Село розташоване на відстані 295 км на північ від Бухареста, 81 км на північ від М'єркуря-Чука, 147 км на схід від Клуж-Напоки.

## Населення
За даними перепису населення 2002 року у селі проживала 2381 особа.
Національний склад населення села:
| Національність | Кількість осіб | Відсоток |
| -------------- | -------------- | -------- |
| румуни         | 2367           | 99,4%    |
| угорці         | 14             | 0,6%     |

Рідною мовою назвали:
| Мова      | Кількість осіб | Відсоток |
| --------- | -------------- | -------- |
| румунська | 2367           | 99,4%    |
| угорська  | 14             | 0,6%     |